# Mike Eman
Michiel Godfried "Mike" Eman (Oranjestad, 1 de septiembre de 1961) es el quinto primer ministro de Aruba y desde 2003 el líder del Partido Popular de Aruba (AVP) (Arubaanse Volkspartij / Partido di Pueblo Arubano), que tiene la nueva mayoría en los estados de Aruba, como resultado de las séptimas Elecciones Generales de Aruba celebradas el 25 de septiembre de 2009. Su carrera política comenzó en 2001, aunque ha estado involucrado en la política desde su infancia. Su abuelo, padre y hermano tuvieron destacadas carreras políticas en su época, con Henny Eman precediéndole (dos veces) como primer ministro de Aruba.

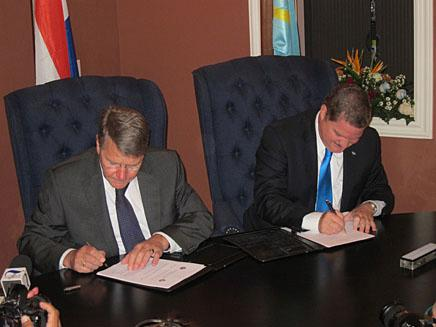
Mike Eman (derecha) con el ministro holandés Piet Hein Donner (izquierda).

Eman se graduó de la Universidad de las Antillas Neerlandesas (UNA) donde obtuvo su título de abogado en 1992 con una tesis titulada La posición de la Institución del Ministerio Público vis à vis el Ministro de Justicia en una comunidad a pequeña escala. En el año 1996 obtuvo una licenciatura en Derecho Civil de la misma universidad.[cita requerida]
Entre 1992 y 2001, trabajó como notario de derecho civil y cofundó varias empresas comerciales privadas y fundaciones de estudios políticos.
Comenzó su carrera política formal en septiembre de 2001, cuando apareció tercero en la lista del AVP. Las elecciones de 2001 no fueron favorables para el AVP y como resultado el partido perdió cuatro escaños en el parlamento. Esto causó que Tico Croesa, líder del AVP, tomara la decisión de renunciar a su cargo. El liderazgo fue concedido al exministro de Justicia, Pedro E. (Eddy) Croes y Mike Eman se convirtió en el vicepresidente del partido y el líder de la facción de AVP en el Parlamento de Aruba. En 2003, Mike Eman fue elegido líder del AVP. Después de las elecciones de 2005, el AVP recuperó dos escaños y Eman obtuvo el voto de de facto en las elecciones con más del 12 % de los votos a su nombre.
Eman juró su cargo el 30 de octubre de 2009.